# Hercule contre les tyrans de Babylone
Pour plus de détails, voir Fiche technique et Distribution.
Hercule contre les tyrans de Babylone (Ercole contro i tiranni di Babilonia) est un  péplum italien de Domenico Paolella sorti en 1964.

## Synopsis
Assur, l'un des trois tyrans de Babylone demande à Moksor, son général en chef de franchir la frontière afin de capturer de nouveaux esclaves. Celui-ci essaye de protester arguant du fait qu'il y aurait à cet endroit un homme plus puissant que toute une armée, mais devant l'intraitabilité du tyran, il tente d'accomplir sa mission. Mais Hercule parvient à mettre en fuite le détachement militaire. On apprend ensuite qu'Hercule se trouve en Assyrie à la suite du naufrage de son navire, Hespéria, reine de Grèce également naufragée a été capturée par les Babyloniens, mais elle réussit à cacher son identité et vit en esclavage à Babylone. Hercule a donc le projet de la libérer.  
Babylone est dirigé par une fratrie, le violent et cruel Assur, le machiavélique Salmanassar, et la très belle Thanit. Alors qu'ils cherchent en commun un plan pour vaincre Hercule, le royaume a la visite de Phaleg, roi d'Assyrie qui après avoir comblé de cadeaux somptueux les trois tyrans demande en échange que tous les esclaves présents à Babylone soient libérés.
Ne comprenant pas les motivations de Phaleg, Thanit fait boire à celui-ci un sérum de vérité et il explique que son but est de retrouver la reine de Grèce parmi les esclaves, de se marier avec et de devenir roi de Grèce.
Ils renvoient donc Phaleg et décident de lui tendre une embuscade sur le chemin du retour. Au moment de l'embuscade Hercule intervient et sauve Phaleg, les deux hommes s'allient afin de trouver la reine de Grèce.
Arrivé à Babylone, Hercule est reçu comme un prince, et une tentative d'élimination échoue lamentablement, la nuit à l'aide d'un ancien prisonnier, Hercule localise les prisonnières dans les souterrains du palais tandis que les trois tyrans complotent les uns contre les autres.  Thanit explique à Moksor, son amant que les bâtiments de Babylone sont tous reliés par des chaines à une immense poulie que seule la force de 200 esclaves peut activer, cette activation entraînant la chute de la ville. Elle souhaite donc qu'on lui fournisse le nombre d'esclaves nécessaire et projette de s'enfuir avec le trésor du royaume tandis que ses frères seront éliminés. Hercule devance ses projets, c'est lui qui actionne le mécanisme provoquant la destruction de Babylone, Assur tue Salmanassar, mais meurt avant qu'il n'ait pu assassiner Thanit. Cette dernière parvient à s'enfuir. La reine de Grèce étant maintenant identifiée, Béhar, le conseiller de Phaleg a pour mission de tuer Hercule, il échoue, Hercule tue Phaleg. Et Thanit ayant échoué à prendre la reine en otage et voyant ses plans s'effondrer s'empoisonne avec le contenu d'une bague.

## Fiche technique
- Titre original : Ercole contro i tiranni di Babilonia
- Titre français : Hercule contre les tyrans de Babylone
- Réalisation : Domenico Paolella
- Scénario : Luciano Martino et Domenico Paolella
- Décors : Pier Vittorio Marchi
- Costumes : Walter Patriarca
- Maquillage : Massimo Giustini
- Photographie : Augusto Tiezzi
- Montage : Jolanda Benvenuti
- Musique : Angelo Francesco Lavagnino
- Production : Fortunato Misiano
- Sociétés de production : Romana Film
- Société de distribution : Cosmopolis Films, Films Marbeuf
- Pays d’origine :  Italie
- Langue originale : italien
- Format : couleurs (Eastmancolor) - 35 mm - 2,35:1 (Totalscope) - son mono
- Genre : péplum
- Durée : 96 minutes
- Dates de sortie :
  - Italie : 25 décembre 1964
  - France : 24 novembre 1966

## Distribution
- Rock Stevens (VF : Jean Amadou) : Hercule
- Helga Liné (VF : Michèle Montel)  : Thanit, sœur d'Assur et de Salmanassar
- Mario Petri (VF : Michel Gatineau)  : Phaleg, roi des Assyriens
- Anna-Maria Polani (VF : Jane Val)  : Hespérie reine des Hellènes
- Livio Lorenzon (VF : Claude Bertrand)  : Salmanassar, l'un des trois tyrans
- Tullio Altamura (en) (VF : Bernard Musson)  : Assur, l'un des trois tyrans
- Franco Balducci (VF : Jacques Torrens)  : Moksor, le général en chef
- Rosy De Leo (VF : Joëlle Janin)  : l’esclave Gilda
- Andrea Scotti : un jeune berger
- Diego Pozzetto (VF : Paul Ville)  : Crissipo
- Mirko Valentin (VF : Pierre Leproux) : Béhar, le conseiller du roi Phaleg
- Diego Michelotti : Glicon
- Eugenio Bottai (VF : Claude Joseph)  : le ministre d’Assur
- Emilio Messina, Pietro Torrisi, Gilberto Galimberti, Amerigo Santarelli, Puccio Ceccarelli : lutteurs